# Musaria kurdistana
Musaria kurdistana là một loài bọ cánh cứng trong họ Cerambycidae.